# 府兵制
府兵制是中国西魏时开始出现的一种兵役制度，宇文泰建立於大統年間（535年正月—551年十二月），北周、隋、唐初继续沿用，中期随着社会经济的发展逐渐崩坏，直至唐玄宗天寶年間取消，改而实行募兵制，前後歷時約二百年。

## 起源
六鎮之亂後北魏內亂，分為東魏與西魏，西魏大統八年（542年）權臣宇文泰將關中地區的六鎮軍人編成六軍。隨後宇文泰仿照鮮卑舊有的“八部大人”，將部隊分由八柱國統領，而使整個軍隊部落化。八柱國只有六柱國大將軍領兵，西魏宗室元欣雖為柱國之一，實無兵權，另外宇文泰本人為全軍統帥，亦為八柱國之一，以都督中外诸军事加銜；直到大統十六年，已建立起八柱國、十二大將軍、二十四開府的組織；肇起於北魏的團練，即漢人組成的地方鄉兵也是府兵的兵源之一。北周武帝改府兵軍士為“侍官”，成為皇帝的親軍，一人充員府兵，全家皆編入軍籍。隋文帝楊堅開皇十年（590年）下詔：“凡是軍人可悉屬州縣，墾田籍帳，一與民同，軍府統領，宜依舊式。”成為“兵農合一”的制度。唐初承袭隋制，初置十二军。貞觀十年又設折衝府，分布于全国各地，府分上中下三等，一千二百人為上府，一千人為中府，八百人為下府，府兵十人一火，五十人一队，百人一旅，“皆取六品以上子孫及白丁無職役者充”，戰士要自備兵器和糧餉，杜甫的《兵车行》詩：“或从十五北防河，便至四十西营田。”即是當時府兵的寫照。全国设置的折冲府最多有六百餘處，总兵力達68万人。折衝府有木契、銅魚（即“上下鱼书”），朝廷徵調兵力之時，便下敕書與木契、銅魚，由都督與郡府參驗合符時，然後發兵，高级将领皆临时委派，至战争结束后，“兵散于府，将归于朝”。

## 特點
府兵制的特点可以简单概括为：平时为民，战时为兵；兵不识将，将不知兵。府兵的户籍由军府（稱為折衝府，折衝一詞取於古語「折衝於樽俎之間」，有不戰而勝之意）掌握。和平时期府兵耕地種田，并在折冲将军领导下进行日常训练，每年冬季十一月由折冲府召集，“教其军阵战斗之法”；战争发生时，由朝廷另派将领聚集各地府兵出征，府兵作战一般不能长期在外，也很少远征作战，更不能随意更换原驻屯地。战事结束后各地府兵仍归本镇，重新纳入当地折冲将军的管辖下。这种兵役制度的初衷本是为了解决自三国、南北朝以来军队成为将领个人私产（部曲）的局面，有利于防范地方割据势力重新抬头，此外还结合了屯田制，有利于农业生产，減輕國家軍費開支，部分解決了後勤供給問題，也扩大了兵源。
府兵制過去說來被認為是建立在均田制的基礎上的，至唐朝后期，均田制被破坏，而且边患日深，机动性极强的北方骑兵入侵也要求唐朝军队作到兵将合一，能远征、能于边境长期驻防。故府兵制难以继续推行下去，終被取消。近年研究成果發現，府兵制及均田制的破壞同為唐代中央政府對於人口流動、戶口資料的掌握能力下降所造成的結果，兩者之間並非為簡單的因果關係。天寶八載四月，唐朝繼續與吐蕃的战争，府兵已經無法維持，士兵多逃匿，管理府兵的折冲府根本无兵可交，五月十日，李林甫奏停折衝府上下魚書，折衝府至此名存實亡。由於府兵大坏，唐朝的軍隊由府兵制轉變爲募兵制，軍隊地方化的態勢形成，在外的將帥與士兵的關係較密切，是藩鎮割據的直接原因。朝廷畏其叛亂，遂改由宦官監軍，中唐以後宦官的權力逐漸坐大（中國的第二次宦官時代），甚至可以直接廢立皇權。

## 轉型
由於唐朝初期利用隋朝制度來实行府兵制以征集管理军队。但到了唐玄宗后期，府兵制遭到了严重破坏。唐初规定府兵三年一代，但随着唐朝中期之後边患增加，用兵不断，戍期延长，加上腐败日益严重，边将侵吞士兵财物，强迫士兵为自己服苦役，因此无人愿当府兵。天宝八年（749年），管理府兵的折冲府已经无兵可交。唐政府不得不停止征发府兵，改行募兵制。唐初曾在局部边地少量募兵，自玄宗时开始盛行，开元年间，京师宿卫、边镇戍兵和地方武力基本上俱为募兵充任。

## 評價
- 晚唐著名诗人和古文家杜牧盛赞府兵“三时耕稼，一时治武”，“虽有蚩尤为师（一作帅），雅亦不可使为乱耳，……雅亦无能为叛也”[13]。
- 歷史學家陈寅恪首開近现代研究府兵制之先河，他在《唐代政治史述論稿》一書中首先認為府兵制本身是“明是以一军事单位为一部落，而以军将为其部之酋长。”，“府兵是禁軍而非地方軍或邊防軍”。[14]府兵制度原自於鮮卑人的武裝組織，因此具有濃厚的部落化色彩。但府兵制的研究至今仍存在不少爭議，王树椒认为府兵制不是部酋分属制[15]，他又認為府兵制乃来自北魏番戍制，而非鲜卑兵制[16]；谷霁光也認為“过分强调鲜卑部落之制，是不适当的”。[17]至於府兵制是否兵农合一，学术界至今说法不一。[18]府兵在軍事上的作用，歷來被杜牧、白居易[19]等文人過份誇大，杜牧還以為府兵制廢止是開藩鎮割據之端，李泌撰《議復府兵制》，希望能夠恢復府兵制，以便遏止軍閥割據。李繁的《邺侯家传》可以說是將府兵制推向神話，不可尽信。[20]事實上府兵長期兵额不足，贞观十一年（637年）征高丽一役，兵源還包括了兵募。[21]贞观二十二年（648年），太宗再出征高丽，主力仍是兵募。[22]府兵制主要是宿卫京师，出征并非主要任务。[23]府兵仅限于有折冲府的州，主要在京师周围和边境，折冲都尉和果毅只负责练兵，不能發一兵一卒。
- 歷史學家钱穆认为明朝的卫所制，也属于府兵制，“明太祖平天下，原定有卫、所制度，其实也就如唐代的府兵制，不过名称不同而已。”[24]

## 研究書目
- 陳寅恪：《隋唐制度渊源略论稿》
- 岑仲勉：《府兵制度研究》
- 谷霽光：《府兵制度考釋》（上海：上海人民出版社，1962）。